# Preben Arentoft
Preben "Benny" Arentoft (ur. 1 listopada 1942 w Kopenhadze) – duński piłkarz występujący na pozycji pomocnika. Trener piłkarski.

## Kariera klubowa
Arentoft karierę rozpoczynał w sezonie 1961 w drugoligowym zespole Brønshøj BK. W sezonie 1961 awansował z nim do pierwszej ligi. W sezonie 1964 spadł jednak z powrotem do drugiej. W 1965 roku został graczem szkockiego Morton. W sezonie 1965/1966 spadł z nim z Division One do Division Two. W kolejnym awansował jednak z powrotem do Division One.
W trakcie sezonu 1968/1969 Arentoft odszedł do angielskiego Newcastle United. W Division One zadebiutował 4 kwietnia 1969 w zremisowanym 1:1 meczu z Chelsea. 9 kwietnia 1969 w wygranym 3:2 pojedynku z Sheffield Wednesday strzelił pierwszego gola w Division One. W Newcastle Arentoft występował do sezonu 1970/1971.
Następnie grał w Blackburn Rovers z Division Three. Spędził tam trzy sezony. Występował też drużynach w Helsingborgs IF, Brønshøj BK oraz Helsingør IF, który był jego ostatnim klubem w karierze.

## Kariera reprezentacyjna
W reprezentacji Danii Arentoft zadebiutował 9 czerwca 1965 w wygranym 3:1 meczu Mistrzostw Nordyckich z Finlandią. W latach 1965–1971 w drużynie narodowej rozegrał 9 spotkań.